# Coccoloba diversifolia
Coccoloba diversifolia ist eine Pflanzenart aus der Gattung Coccoloba in der Familie der Knöterichgewächse (Polygonaceae). Diese immergrüne Baumart stammt aus dem tropischen Amerika.

## Beschreibung
Coccoloba diversifolia wächst als immergrüner Baum und erreicht Wuchshöhen von etwa 10 bis 14 Metern, selten auch bis 25 Meter; es werden Stammdurchmesser bis etwa 60 cm erreicht. Die Rinde des Stammes ist rötlichbraun und bleibt lange glatt. Bei alten Bäumen bricht die Rinde in Schuppen auf. Die Laubblätter sind glattrandig und oval bis länglich. Die ledrigen Blätter sind abgerundet oder spitz zulaufend; der Blattrand ist leicht gewellt. Auf der Oberseite sind die Blätter frischgrün, auf der Unterseite etwas matter. Die Blätter sind 7 bis 10 Zentimeter lang und 4 bis 5 Zentimeter breit; sie sind in Farbe, Form und Größe ziemlich variabel.

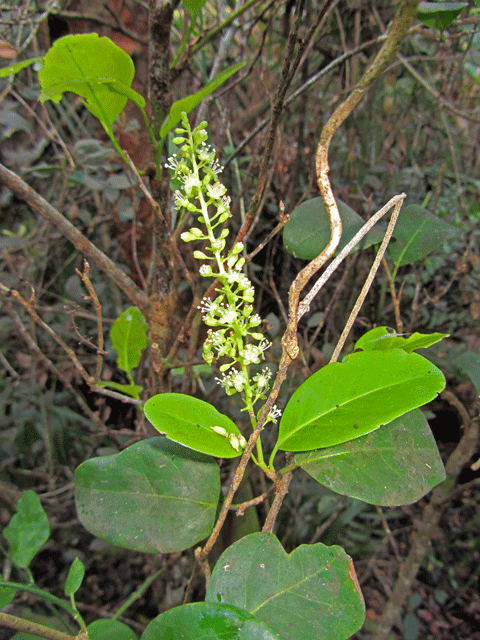
Blütenstand

Die weißen Blüten stehen in einer Vielzahl an einem 5 bis 8 Zentimeter langen spindelförmigen Blütenstand. Die Früchte werden zur Reifezeit kräftig rot; sie sind etwa 8 mm groß und essbar. Die Früchte werden von Vögeln, vor allem Arten aus der Familie der Tauben (Columbidae), gefressen.
Der Baum ist windbeständig und salzresistent, verträgt aber keine starken Fröste. Er bevorzugt sandige Böden und kommt mit Dürreperioden gut zurecht.

## Verbreitung
Die Heimat dieser Pflanze liegt im tropischen Amerika. Ihr Verbreitungsgebiet reicht vom US-Bundesstaat Florida und Mexiko südlich bis in Teile Mittelamerikas (Belize, Guatemala) und der karibischen Inselwelt (Antigua und Barbuda, Bahamas, Kuba, Jamaika und Puerto Rico).

## Nutzung
Die Früchte von Coccoloba diversifolia sind essbar.
Coccoloba diversifolia wird unter anderem in Florida häufig als Zierbaum gepflanzt.
Das Holz dieses Baumes ist schwer und dunkel rotbraun, aber auch spröde. Es wird nur in begrenztem Umfang kommerziell genutzt.

## Systematik
Die Erstbeschreibung stammt vom österreichischen Botaniker Nikolaus Joseph von Jacquin und wurde 1760 veröffentlicht. Synonyme sind Coccoloba floridana Meisn. sowie Coccoloba laurifolia auct.